# Saint-Pons-de-Mauchiens
Saint-Pons-de-Mauchiens är en kommun i departementet Hérault i regionen Occitanien i södra Frankrike. Kommunen ligger i kantonen Montagnac som tillhör arrondissementet Béziers. År 2022 hade Saint-Pons-de-Mauchiens 641 invånare.

## Befolkningsutveckling
Antalet invånare i kommunen Saint-Pons-de-Mauchiens
Referens:INSEE